# Conicera megalodus
Conicera megalodus är en tvåvingeart som beskrevs av Schmitz 1927. Conicera megalodus ingår i släktet Conicera och familjen puckelflugor. Inga underarter finns listade i Catalogue of Life.